# 후지타촌 (와카야마현)
후지타촌(藤田村)은 와카야마현 히다카군에 있던 촌이다. 현재의 고보시에 해당한다.

## 역사
- 1889년 4월 1일 - 정촌제 시행에 의해 2촌의 구역을 가지고 성립하였다.
- 1954년 4월 1일 - 고보정, 유카와촌, 노구치촌, 나다촌, 시오야촌과 합병해 고보시가 성립하여, 동일 후지타촌은 폐지되었다.

## 교통

### 철도
- 일본국유철도
  - 기세이 서선 (현: 기세이 본선

## 참고문헌
- 『가도카와 일본 지명 대사전 30 和歌山県』